# Tripsacum zopilotense
Tripsacum zopilotense är en gräsart som beskrevs av Hern.-xol. och Lowell Fitz Randolph. Tripsacum zopilotense ingår i släktet Tripsacum och familjen gräs. Inga underarter finns listade i Catalogue of Life.